# Saint-Ovin
Saint-Ovin es una población y comuna francesa, situada en la región de Baja Normandía, departamento de Mancha, en el distrito de Avranches y cantones de Avranches y Ducey.

## Demografía
| 670 | 595 | 527 | 605 | 633 | 675 |
| Para los censos de 1962 a 1999 la población legal corresponde a la población sin duplicidades (Fuente: INSEE [Consultar]) |     |     |     |     |     |

## Historia
En 1973 se fusionó con las comunas de La Boulouze y Le Mesnil-Ozenne, las cuales permanecieron con el estatuto de communes associeés. En 1985 Le Mesnil-Ozenne recuperó su independencia municipal. Sin embargo La Boulouze siguió siendo comuna asociada. La Boulouze pertenecía y sigue perteneciendo al cantón de Ducey, mientras que Saint-Ovin dependía del de Avranches. Es por esta sucesión de cambios administrativos que las partes de la comuna pertenecen a diferentes cantones. 